# Medal of Honor: Airborne
Medal of Honor: Airborne  é um jogo eletrônico de tiro em primeira pessoa desenvolvido pela EA Los Angeles e publicado pela EA Games para Microsoft Windows, Xbox 360 e PlayStation 3. Uma versão para mobile foi lançada em agosto de 2007. É o décimo primeiro título da série Medal of Honor e usa uma versão modificada do Unreal Engine 3.
No modo single-player, os jogadores assumem o papel do paraquedista americano da 82ª Divisão Aerotransportada Boyd Travers, que é lançado do ar com seus esquadrões e luta contra forças hostis em seis grandes missões históricas que ocorrem durante a segunda metade do teatro europeu da Segunda Guerra Mundial, enquanto em seu modo multijogador online, os jogadores podem escolher lutar como soldados aliados que saltam de paraquedas no campo de batalha, ou como soldados do Eixo que defendem posições em terra.
Ao contrário dos jogos anteriores da série que empregavam um estilo de jogo linear em seu modo single-player, no qual o ponto inicial e a direção já estavam definidos, Airborne emprega um estilo de jogo mais não linear em ambos os modos, em que os jogadores podem iniciar seu jogo em qualquer lugar do mapa em que pousam e completam a maioria dos objetivos de uma missão em qualquer ordem. O jogo recebeu críticas mais favoráveis para as versões de PC e PlayStation 3. Enquanto o jogo foi planejado para ter versões desenvolvidas para PlayStation 2, Wii e Xbox, estas foram posteriormente canceladas, com os dois primeiros tendo Medal of Honor: Vanguard como um título exclusivo entre eles.

## Jogabilidade
Em ambos os modos de jogo, os jogadores têm acesso a três categorias diferentes de armas que podem usar em batalhas, selecionadas antes ou adquiridas durante o jogo - Armas Principais, abrangendo rifles, submetralhadoras, fuzis automáticos/de assalto, espingardas e armas antitanque; Armas de lado são usadas principalmente como reserva quando não há munição para as armas principais; e granadas. A mecânica de jogo tradicional para o jogo, como granadas de agachamento e "cozinhar", é complementada com a capacidade de se inclinar para fora da cobertura para atirar nos inimigos, enquanto os jogadores também podem enfrentar os oponentes em combate corpo a corpo. Como muitos jogos da série Medal of Honor, os jogadores têm uma barra de saúde, dividida em quatro unidades, que começa a se esgotar ao receber dano; se o jogador evitar sofrer qualquer dano, a unidade de saúde atual que está sendo esgotada se regenerará com o tempo, mas quaisquer unidades perdidas exigirão que o jogador encontre kits de primeiros socorros. O HUD permite ao jogador acompanhar qual arma está usando, a quantidade de munição que possui e disponível para recarregar, quantas granadas possui e uma bússola que monitora onde estão aliados e inimigos, junto com marcadores indicando de que direção um jogador está sendo danificado e onde as granadas ativas caíram.
O que torna o Airborne único na série é a capacidade de os jogadores escolherem onde pousar como paraquedista no campo de batalha em ambos os modos. Uma vez que o jogador começa a descer no mapa em que está lutando, ele pode direcionar de onde vai começar, controlando a velocidade da descida, dando assim maior flexibilidade e estratégia na forma como lida com os inimigos, com a capacidade adicional de poder chutar os inimigos sobre os quais eles pousam.

### Tabela de Armas e seus Upgrades
| Nome                 | Tipo                             | Upgrades                                                                                             | Calibre            |
| -------------------- | -------------------------------- | --- | ------------------ |
| M1911                | Pistola                          | Coldre de Couro, Mecanismo de carregador Match Grade e Munição Magnum                                | .45ACP             |
| Mauser C96           | Pistola                          | Coronha, Carregador descartavel de 20 disparos e Conversor para fogo automatico                      | 7,63x25 Mauser     |
| Thompson M1A1        | Submetralhadora                  | Punho frontal da versão 1928, Compensador Cutts e Carregador de Tambor de 50 disparos da versão 1928 | .45ACP             |
| MP40                 | Submetralhadora                  | Carregadores Duplos, Carregador de 64 disparos e Adaga para ataque corpo a corpo                     | 9x19mm Parabellum  |
| BAR                  | Fuzil Automatico                 | Massa de Mira Ajustavel, Compensador e Carregadores Duplos                                           | .30-06 Springfield |
| STG 44               | Fuzil de Assalto                 | Redutor Blowback, Carregadores Duplos e Mira ZF                                                      | 7,92×33mm Kurz     |
| KAR 98               | Fuzil por Ação de Ferrolho       | Ferrolho Polido, Carregador Stripper e Lançador de Granada de Bocal                                  | 7,92×57mm Mauser   |
| G43                  | Fuzil Semiautomatico             | Carregador de 20 disparos, Mira ZF e Lançador de Granada de Bocal                                    | 7,92×57mm Mauser   |
| M1 Garand            | Fuzil Semiautomatico             | Cano Match Grade, Massa de Mira Ajustavel e Lançador de Granada de Bocal                             | .30-06 Springfield |
| Springfield          | Fuzil por Ação de Ferrolho       | Ferrolho Polido, Carregador Stripper e Lançador de Granada de Bocal                                  | .30-06 Springfield |
| M12                  | Escopeta por Ação de Bombeamento | Estrangulador de Cano, Munição 00 Buckshot e Baioneta                                                | .12                |
| M18                  | Rifle sem recuo                  | Bolsa de munição, mira óptica variável e bolsa adicional de munição                                  | 57×303mmR          |
| Panzershreck         | Lançador de Foguetes antitanque  | Bolsa de munição, massa de mira ajustável e bolsa adicional de munição                               | 88 mm              |
| Granada Mk 2         | Granada                          | Bolsa de Munição, Bolsa de Munição e Bolsa de Munição                                                | Granada            |
| Stielhandgranate M24 | Granada                          | Bolsa de Munição, Bolsa de Munição e Bolsa de Munição                                                | Granada            |
| Granada Gammon       | Granada                          | Bolsa de Munição, Bolsa de Munição e Bolsa de Munição                                                | Granada            |

Observação a respeito dos upgrades:
Na MP-40 assim que desbloquado o carregador de 64 disparos é automaticamente perdido o upgrade de carregadores duplos.
A mira da STG-44 pode ser desaclopada porem ao apertar o botão correspondente na G43 que utiliza a mesma mira o upgrade que é retirado a granada de bocal, assim como ocorre com a KAR-98, M1 Garand e Springfield.
Informações a respeito da localização de determinadas armas:
A pistola C96 só é encontrada e liberada na penúltima operação do jogo: Operação Varsity
O Rifle sem Recuo M18 só é encontrado na terceira operação do jogo: Operação Neptune (Dia D)
O Panzershreck e as Granadas Gammon (as mais poderosas do jogo) são encontrados na quarta operação do jogo: Operação Market Garden
O M18 e o Panzershreck reaparecem na ultima operação: Operação Der Flaktrum e não podem ser escolhidos na tela de loadout.

### Single player
Na campanha principal do jogo, os jogadores assumem o papel de um paraquedista fictício trabalhando ao lado de outros membros de uma divisão aerotransportada americana, para completar uma série de objetivos dentro de cada uma das seis missões da campanha. O jogador recebe um briefing sobre os objetivos iniciais de cada missão, bem como um mapa de onde eles estarão operando, incluindo a localização de grandes concentrações inimigas (marcadas em vermelho) e locais de pouso seguros (marcados em verde). Neste modo de jogo, os jogadores podem equipar duas armas principais, designadas como armas primárias e secundárias, e escolher o equipamento que possuem antes de iniciar uma missão a partir de uma seleção de armas Aliadas e do Eixo; armas adicionais podem ser desbloqueadas pegando aquelas largadas por soldados inimigos durante uma missão ou alcançando missões posteriores onde elas se tornam disponíveis. Armas ganham experiência ao matar inimigos, com a quantidade por morte bastante aumentada ao realizar tiros na cabeça, corpo a corpo e mortes múltiplas. Depois que uma arma ganha experiência suficiente, ela recebe uma atualização que melhora a eficácia dela para o jogador, com atualizações que variam de dano aumentado, taxa de tiro mais alta e recuo reduzido da arma. Cada arma pode ser atualizada três vezes e tem seu próprio conjunto de atualizações; uma vez totalmente atualizada, o ícone da arma na interface muda para refletir sua aparência totalmente atualizada.
Ao descer de paraquedas no campo de batalha de uma missão, o tipo de pouso que o jogador faz afeta a velocidade com que ele pode começar a lutar - pousos "lubrificados", ao avançar antes de tocar o solo, permitem que o jogador esteja pronto instantaneamente para lutar; Os pousos "incendiados" permitem que o jogador pouse com segurança, mas requerem um pouco de tempo para estar pronto para o combate; Aterrissagens "frustradas", ao entrarem com muita força, tornam o jogador mais vulnerável a ataques à medida que se recuperam e se tornam prontos para o combate. O jogador também pode realizar uma queda de "Habilidade", aterrissando com segurança e de forma específica, em um local designado por um paraquedas branco (ou seja, aterrissando por uma porta aberta); cada missão tem um número definido que o jogador pode encontrar quando estiver no chão, e que eles podem tentar a qualquer momento quando seu personagem estiver descendo para o campo de batalha de uma missão. Uma vez em uma missão, os jogadores não enfrentam inimigos com aparências e armas aleatórias, mas sim uma seleção predeterminada de tipos de inimigos; enquanto o jogador enfrenta o tipo mais fraco para começar, oponentes mais difíceis e desafiadores são apresentados conforme o jogo avança.
Cada missão que o jogador realiza consiste em duas fases. Na primeira fase, a jogabilidade não é linear; além de escolher onde deseja pousar, os jogadores podem decidir a ordem em que os objetivos são cumpridos, embora estejam restritos a pousar e se mover dentro da área do mapa que lhes é acessível. Se o jogador for morto durante esta fase de uma missão, ele reaparece no ar, descendo para o campo de batalha mais uma vez, e pode aproveitar isso para se colocar em uma posição mais favorável para completar um objetivo. Ao cumprir os objetivos traçados no briefing de uma missão, inicia-se a segunda fase do jogo e se concentra em um caminho mais roteirizado e linear, com objetivos desbloqueados em sequência e uma nova área do mapa tornando-se acessível. Nesta fase, o jogador não pode mais saltar de paraquedas de volta ao mapa da missão, em vez disso, reaparece no último ponto de verificação que alcançou.

### Lista das missões do jogo e suas operações correspondentes
Missão de treinamento - Operação Tocha - Invasão do Norte de África
Missão 1 - Operação Husky - Invasão da Sicilia
MIssão 2 - Operação Avalanche - Invasão da Itália
Missão 3 - Operação Neptuno - Invasão da Normandia
Missão 4 - Operação Market Garden - Invasão da Holanda
Missão 5 - Operação Varsity - Invasão do Norte da Alemanha
Missão 6 - Operação Der Flaktrum - Luta contra as Torres Flak

### Tabela das medalhas debloqueaveis durante o jogo
| Nome                        | Como Conseguir                                                  |
| --------------------------- | --------------------------------------------------------------- |
| Soldier Medal               | Equipe e use todas as armas do jogo                             |
| Legion of Merit             | Complete qualquer missão sem morrer                             |
| World War II Victory Medal  | Complete todas as missões                                       |
| Bronze Star Medal           | Ganhe cinco estrelas em todas as missões na dificuldade Casual  |
| Silver Star Medal           | Ganhe quatro estrelas em todas as missões na dificuldade Normal |
| Distinguished Service Cross | Ganhe três estrelas em todas as missões na dificuldade Expert   |

### Multiplayer
No modo multiplayer do jogo, os jogadores trabalham em equipe, jogando como soldados Aliados ou do Eixo, em seis mapas - enquanto o jogo usa três dos modos single-player, junto com outro que é reduzido em tamanho, os outros dois mapas são design original. Em uma partida, os jogadores começam escolhendo com qual arma principal eles começam - rifle, SMG, autorrifle, sniper e antitanque - que é denotado por qual papel eles estão (ou seja, para SMG, os Aliados recebem a Thompson, enquanto o Eixo pega a MP40), e pode coletar uma segunda arma principal durante a partida. Se um jogador for morto, ele pode mudar a arma que usa antes de reaparecer, embora perca a segunda arma que recuperou. As partidas podem ser configuradas para um dos três modos - "Airborne Objective" (uma variação do modo multiplayer "seize-the-objective") e "Airborne Team Deathmatch". Os aspectos únicos da jogabilidade do paraquedista Airborne, em que os jogadores aliados podem pousar onde quiserem no mapa que está sendo usado, inclusive quando reaparecem, mas são vulneráveis durante a descida, pois os jogadores do Eixo podem derrubá-los.
Os jogadores podem adquirir acesso a atualizações de armas, semelhantes às do single-player, dependendo do tipo de partida que realizam - partidas não classificadas concedem acesso a atualizações e permitem que as configurações do servidor da partida sejam otimizadas de acordo com o que o jogador deseja; as partidas classificadas se concentram no desenvolvimento persistente do personagem que concede acesso gradual a atualizações ao longo do tempo.
Os servidores online do jogo junto com Medal of Honor (2010) e Medal of Honor: Warfighter foram encerrados em 22 de fevereiro de 2023.

## Enredo
Em 1943, após o treinamento no Norte da África, o soldado Boyd Travers da 82ª Divisão Aerotransportada embarca para ajudar na Invasão Aliada da Itália, começando com a Operação Husky. Depois de quase ser morto por fogo amigo da Marinha dos Estados Unidos, Travers e seu pelotão saltam no vilarejo de Adanti, na Sicília, onde o grupo auxilia na neutralização de vários ninhos antiaéreos enquanto combate soldados italianos, antes de se aventurar mais fundo no vilarejo para encontrar uma equipe de atiradores e ajudando seu esquadrão a repelir um contra-ataque alemão. Viajando para o continente italiano, o 82ª Divisão participa da Operação Avalanche, eliminando um estoque de munições, depósito de combustível, veículos e equipamento de rádio nas ruínas de Paestum, perto de Salerno, com Travers auxiliando em um ataque a um templo que abriga canhões antiaéreos, destruindo-os antes que os caças-bombardeiros Aliados P-40 cheguem e destruam a artilharia alemã localizada ao redor do local de escavação.
Um ano depois, em 6 de junho de 1944, a 82ª Divisão Aerotransportada participa da Operação Netuno, prestando assistência às forças americanas que se preparavam para desembarcar na Praia de Utah como parte da Operação Overlord. Trabalhando com seu esquadrão, Travers consegue eliminar todas as ameaças potenciais a força de invasão atrás da praia, incluindo um tanque Tiger e uma série de bunkers, antes de ir para a costa e eliminar casamatas alemãs que colocam em risco as forças de desembarque que se aproximam.
Alguns meses depois, em 17 de setembro de 1944, Travers e seu esquadrão participam da Operação Market Garden, auxiliando na captura de Nimegue nos Países Baixos, enquanto tomava a ponte da cidade. Apesar de um contra-ataque feroz, incluindo o uso de lançadores de foguetes Panzerschreck e tanques Tiger, a 82ª consegue proteger a ponte para os tanques americanos Sherman cruzarem, enquanto Travers recebe uma promoção a cabo por suas ações.
Depois que Market Garden termina em fracasso para os Aliados, Travers é transferido para a 17ª Divisão Aerotransportada. Em março de 1945, sua divisão participa da Operação Varsity, saltando dentro de um complexo industrial em Essen, Alemanha, para destruir seu estoque de munições e tanques, enquanto fechava suas instalações de produção de armas. Apesar de um contra-ataque de soldados Allgemeine SS fortemente blindados empunhando MG42s que infligem pesadas perdas às tropas aliadas, Travers consegue superar a nova ameaça e destrói com sucesso um trem de munição blindado que chega ao complexo. Alguns dias depois, com a Operação Varsity ocorrendo conforme planejado, Travers encontra seu esquadrão avançando mais fundo no território alemão dentro de Essen, com a tarefa de destruir uma enorme torre antiaérea que os bombardeiros aliados não conseguiram nivelar. Apesar da forte oposição, Travers ajuda a neutralizar as principais fortificações dentro da torre, antes de ajudar uma unidade de engenharia e detonar cargas colocadas sob a torre, destruindo a estrutura quando a guerra na Europa começa a entrar em seus estágios finais.
Em um relatório de encerramento, o comandante de Travers comenta como a história se lembrará do sacrifício e da coragem dos homens das divisões aerotransportadas pelo que fizeram durante a Segunda Guerra Mundial.

## Desenvolvimento
O desenvolvimento de Airborne começou no final de 2004, quando os designers do jogo queriam um novo jogo que "realmente revolucionaria a cena do Medal of Honor". A ideia de uma jogabilidade baseada em paraquedistas militares surgiu e, como tal, um ambiente de free-roaming era necessário, o que se tornou o foco principal do jogo. Cada missão começa com um salto de paraquedas e os desenvolvedores queriam tornar a experiência o mais não linear possível, sem pontos de partida e, como tal, o cenário se desenrolando de maneira diferente a cada vez, ao contrário dos jogos FPS anteriores da Segunda Guerra Mundial, onde há um conjunto ponto inicial e final.
O designer principal foi Rex Dickson, e o produtor executivo foi Patrick Gilmore, que trabalhou anteriormente em Medal of Honor: Allied Assault. A equipe de desenvolvimento ainda teve um verdadeiro conselheiro histórico, que é um entusiasta das forças aerotransportadas e armas da Segunda Guerra Mundial, tentando garantir a precisão e autenticidade históricas. Cada som foi gravado a partir de centenas de artefatos reais da era da Segunda Guerra Mundial, incluindo armas reais, tanques e um dos últimos C-47s em condições de voar.
Originalmente, o jogo incluiria missões de descoberta feitas pelo soldado Eddie LaPointe que incluiriam mais furtividade. Eles viriam antes da queda de Travers. Isso foi cortado mais tarde porque a EA queria simplificar a ação e focar em lutas em larga escala com Travers. A EA assinou parceria com a Jeep para apresentar veículos dirigíveis no jogo. Isso também foi retirado da versão final, porque os níveis eram feitos com espaços apertados e estradas e becos curtos, então não havia espaço para dirigir.
Airborne foi desenvolvido em estreita colaboração com a comunidade Medal of Honor, por meio de fóruns e cúpulas. Certos líderes da comunidade que dirigem fan-sites do Airborne foram convidados para uma conferência de pré-visualização multiplayer em julho de 2007, e muitos problemas foram identificados que prejudicariam a popularidade do jogo dentro da comunidade Medal of Honor, sendo os mais importantes a falta de um servidor dedicado e problemas com atraso do mouse e baixa taxa de quadros. Como resultado da cúpula, os problemas mais críticos puderam ser corrigidos a tempo para o lançamento do jogo e os outros problemas a tempo do primeiro patch.
Uma demo para um jogador foi lançada em 23 de agosto de 2007, apresentando a primeira metade da Operação Husky.

### Motor do jogo
Airborne usa um motor Unreal 3 altamente modificado. O desenvolvimento principal do jogo foi iniciado com o mecanismo RenderWare adquirido pela EA, mas mudou para o mecanismo Unreal 3 no início de 2006, o que atrasou o jogo em mais de um ano. O motor foi projetado especificamente para PCs DirectX 9 e 10, PlayStation 3 e Xbox 360, e suporta muitas técnicas de renderização utilizadas nas capacidades gráficas de Airborne, incluindo HDRR, iluminação por pixel e sombras dinâmicas.

### Conscientização da IA
Por causa do estilo de jogo não linear de Airborne, os desenvolvedores tiveram que construir um sistema de inteligência artificial totalmente novo para lidar com as várias maneiras pelas quais o jogador pode interagir ou abordar os soldados aliados e inimigos controlados por computador (NPCs), e para eles para reagir à situação em conformidade. Com "Affordance AI", os personagens têm consciência dos padrões de abordagem do inimigo e também características do terreno e infraestrutura urbana que fornecem uma vantagem tática, como cobertura, terreno alto e portas abertas. Isso permite que os personagens de IA realizem ações de combate inteligentes com base em seus arredores, em oposição aos movimentos roteirizados de jogos de FPS lineares.
Airborne usa dois sistemas para guiar as reações físicas e emocionais dos personagens de IA ao que está acontecendo ao seu redor. "E-cap" (captura de emoção) é usado para criar emoções mais humanas nos rostos dos personagens, misturando uma consciência de seus arredores e outros NPCs, por exemplo, um soldado de IA que começasse a avançar pularia para trás para se proteger se um aliado próximo a ele foi baleado.

## Trilha sonora
Medal of Honor: Airborne Original Soundtrack foi lançado em 31 de julho de 2007. Ele apresenta as trilhas do jogo e as partituras musicais do jogo, todas compostas pelo premiado Michael Giacchino, que também compôs trilhas para alguns dos jogos da série Medal of Honor anteriores, incluindo o tema principal de toda a série.
A primeira sessão de pontuação foi realizada no Paramount Scoring Stage em Hollywood em 20 de abril de 2006 para marcar o teaser trailer que estrearia na Electronic Entertainment Expo (E3) no verão de 2006. Uma orquestra de 75 peças, conduzida por Marshall Bowen, executou a música. Oito meses depois, Giacchino estava discutindo alguns projetos, incluindo Lost e Ratatouille, e foi decidido que, em vez de tentar acelerar o processo de composição e compor todas as músicas para 2 dias de gravação, seria melhor focar em um dia de gravação e, em seguida, gravar o resto da música na primavera, quando o desenvolvimento do jogo progrediu o suficiente.
Em 11 de dezembro de 2006, Giacchino gravou a primeira rodada de pistas para o jogo com a Hollywood Studio Symphony no Eastwood Scoring Stage da Warner Bros. Quatro meses depois disso, em 28 de março de 2007, a rodada final da música foi gravada.
A trilha sonora de Airborne foi baseada nos temas de Medal of Honor do passado, mas "traz uma incerteza sombria que comunica a jornada sinistra das primeiras tropas de combate aerotransportadas dos EUA".
Além da nova trilha sonora o jogo também reutiliza pontuações de cinco dos jogos anteriores da série, sendo eles Medal of Honor, Medal of Honor: Underground, Medal of Honor: Allied Assault, Medal of Honor: Frontline e Medal of Honor: Pacific Assault.
Predefinição:Track list
| Exclusivo do iTunes |                      |         |  |
| N.º                 | Título               | Duração |  |
| 1.                  | "Multiplayer Allies" | 0:31    |  |
| 2.                  | "Multiplayer Axis"   | 0:34    |  |

## Recepção
As versões para PC e PlayStation 3 receberam críticas "favoráveis", enquanto a versão para Xbox 360 recebeu críticas "medianas", de acordo com o agregador de análises de videogames Metacritic.
A análise da GameSpot foi bastante mediana, dizendo: "A campanha para um jogador não começa a cozinhar até os dois últimos níveis, mas esses dois níveis combinados com um multijogador sólido fazem valer a pena se alistar em Airborne." A análise da IGN foi mais positiva, dizendo que, "Airborne, embora não seja perfeito, é definitivamente o melhor jogo da franquia que apareceu em um bom tempo." Press Start Online afirmou que Airborne era "um Medal of Honor que não é apenas bom, mas demonstra um nível de imaginação e inovação que está se tornando cada vez mais raro no gênero." A maioria dos críticos elogiou a música dos jogos de Medal of Honor, com a IGN afirmando em particular que a música do título trazia de volta algumas memórias clássicas de Allied Assault e a música inicial da Operação Market Garden da campanha.